# Saison 2018-2019 des Girondins de Bordeaux
Maillots
Chronologie
Saison précédente Saison suivante
La saison 2018-2019 des Girondins de Bordeaux est la soixante-sixième du club en première division du championnat de France, la vingt-septième consécutive du club au sommet de la hiérarchie du football français et la quatrième saison complète dans son nouveau stade.
Lors de cette saison, le club dispute les compétitions nationales (Ligue 1, Coupe de France et Coupe de la Ligue) ainsi que la Ligue Europa, à partir du 2e tour de qualification.

## Avant-saison

### Tableau des transferts
| Nom                | Nationalité | Poste     | Transfert                  | Provenance/Destination   | Division           |
| ------------------ | ----------- | --------- | -------------------------- | ------------------------ | ------------------ |
| Arrivées           |             |           |                            |                          |                    |
| Over Mandanda      | France      | Gardien   | Contrat professionnel      | Girondins de Bordeaux B  | National 2         |
| Gaëtan Poussin     | France      | Gardien   | Contrat professionnel      | Girondins de Bordeaux B  | National 2         |
| Yassine Benrahou   | Maroc       | Milieu    | Contrat professionnel      | Girondins de Bordeaux B  | National 2         |
| Lucas Dumai        | France      | Milieu    | Contrat professionnel      | Girondins de Bordeaux B  | National 2         |
| Ibrahim Diarra     | France      | Milieu    | Contrat professionnel      | Girondins de Bordeaux B  | National 2         |
| Michaël Nilor      | France      | Attaquant | Contrat professionnel      | Girondins de Bordeaux B  | National 2         |
| Paul Bernardoni    | France      | Gardien   | Retour de prêt             | Clermont Foot 63         | Ligue 2            |
| Vukašin Jovanović  | Serbie      | Défenseur | Retour de prêt             | SD Eibar                 | La Liga            |
| Daniel Mancini     | Argentine   | Milieu    | Retour de prêt             | Tours FC                 | Ligue 2            |
| Aaron Boupendza    | Gabon       | Attaquant | Retour de prêt             | Pau FC                   | National           |
| Diego Rolan        | Uruguay     | Attaquant | Retour de prêt             | Málaga CF                | La Liga            |
| Sergi Palencia     | Espagne     | Défenseur | Prêt (sans option d'achat) | FC Barcelone             | La Liga            |
| Yann Karamoh       | France      | Attaquant | Prêt (sans option d'achat) | Inter Milan              | Serie A            |
| Andreas Cornelius  | Danemark    | Attaquant | Prêt (avec option d'achat) | Atalanta Bergame         | Serie A            |
| Toma Bašić         | Croatie     | Milieu    | Transfert (3,5 M d'€)      | HNK Hajduk Split         | Prva Liga          |
| Samuel Kalu        | Nigeria     | Attaquant | Transfert (8,3 M d'€)      | KAA La Gantoise          | Jupiler Pro League |
| Jimmy Briand       | France      | Attaquant | Transfert gratuit          | En Avant de Guingamp     | Ligue 1            |
| Départs            |             |           |                            |                          |                    |
| Soualiho Meïté     | France      | Milieu    | Retour de prêt             | AS Monaco                | Ligue 1            |
| Martin Braithwaite | Danemark    | Attaquant | Retour de prêt             | Middlesbrough FC         | Championship       |
| Diego Contento     | Allemagne   | Défenseur | Fin de contrat             | Fortuna Düsseldorf       | Bundesliga         |
| Olivier Verdon     | Bénin       | Défenseur | Fin de contrat             | FC Sochaux-Montbéliard   | Ligue 2            |
| Paul Bernardoni    | France      | Gardien   | Prêt (sans option d'achat) | Nîmes Olympique          | Ligue 1            |
| Paul Baysse        | France      | Défenseur | Prêt (sans option d'achat) | Stade Malherbe de Caen   | Ligue 1            |
| Daniel Mancini     | Argentine   | Milieu    | Prêt (sans option d'achat) | AJ Auxerre               | Ligue 2            |
| Aaron Boupendza    | Gabon       | Attaquant | Prêt (sans option d'achat) | GFC Ajaccio              | Ligue 2            |
| Jonathan Cafu      | Brésil      | Attaquant | Prêt (avec option d'achat) | Étoile rouge de Belgrade | SuperLiga          |
| Diego Rolan        | Uruguay     | Attaquant | Transfert (6 M d'€)        | Deportivo La Corogne     | La Liga 2          |
| Malcom             | Brésil      | Attaquant | Transfert (41 M d'€)       | FC Barcelone             | La Liga            |
| Gaëtan Laborde     | France      | Attaquant | Transfert (4,5 M d'€)      | Montpellier HSC          | Ligue 1            |

| Nom                   | Nationalité | Poste     | Transfert                  | Provenance/Destination   | Division      |
| --------------------- | ----------- | --------- | -------------------------- | ------------------------ | ------------- |
| Arrivées              |             |           |                            |                          |               |
| Till Cissokho         | France      | Défenseur | Contrat professionnel      | Girondins de Bordeaux B  | National 2    |
| Albert-Nicolas Lottin | France      | Milieu    | Contrat professionnel      | Girondins de Bordeaux B  | National 2    |
| Aaron Boupendza       | Gabon       | Attaquant | Retour de Prêt             | GFC Ajaccio              | Ligue 2       |
| David Cardoso         | Portugal    | Défenseur | Transfert gratuit          | Boavista FC              | Primeira Liga |
| Raoul Bellanova       | Italie      | Défenseur | Transfert (1 M d'€)        | AC Milan                 | Serie A       |
| Yacine Adli           | France      | Milieu    | Transfert (5,5 M d'€)      | Paris Saint-Germain      | Ligue 1       |
| Josh Maja             | Angleterre  | Attaquant | Transfert (1,7 M d'€)      | Sunderland AFC           | League One    |
| Départs               |             |           |                            |                          |               |
| Raoul Bellanova       | Italie      | Défenseur | Prêt (sans option d'achat) | AC Milan                 | Serie A       |
| Valentin Vada         | Argentine   | Milieu    | Prêt (sans option d'achat) | AS Saint-Étienne         | Ligue 1       |
| Aaron Boupendza       | Gabon       | Attaquant | Prêt (sans option d'achat) | Tours FC                 | National      |
| Alexandre Mendy       | France      | Attaquant | Prêt (sans option d'achat) | EA Guingamp              | Ligue 1       |
| Lukas Lerager         | Danemark    | Milieu    | Prêt (avec option d'achat) | Genoa CFC                | Serie A       |
| Milan Gajić           | Serbie      | Défenseur | Fin de contrat             | Étoile rouge de Belgrade | SuperLiga     |
| Théo Pellenard        | France      | Défenseur | Fin de contrat             | Angers SCO               | Ligue 1       |

### Matches amicaux
Les Girondins reprennent le chemin de l'entraînement le vendredi 29 juin 2018 sur la Plaine des Sports du Haillan. Un stage de préparation a lieu du 4 juillet au 13 juillet à Vichy.

## Effectif

### Effectif professionnel actuel
Le tableau suivant liste uniquement l'effectif professionnel des Girondins pour la saison 2018-2019.

## Compétitions

### Ligue 1
La Ligue 1 2018-2019 est la quatre-vingtième édition du championnat de France de football et la seizième sous l'appellation « Ligue 1 ». La division oppose vingt clubs en une série de trente-huit rencontres. Les meilleurs de ce championnat se qualifient pour les coupes d'Europe que sont la Ligue des champions (le podium) et la Ligue Europa (le quatrième et les vainqueurs des coupes nationales). Les Girondins de Bordeaux participent à cette compétition pour la soixante-cinquième fois de son histoire.
| 1re journée                 | Girondins de Bordeaux | 0 - 2   | RC Strasbourg                            | Matmut Atlantique, Bordeaux                                                  |                                                                              |
| Dimanche 12 août 2018 17:00 | Pablo 13e             | (0 - 0) | 68e Ibrahima Sissoko · 78e Nuno Da Costa | Spectateurs : 23 290 Diffuseur : BeIn Sports 1 Arbitrage : Hakim Ben El Hadj | Spectateurs : 23 290 Diffuseur : BeIn Sports 1 Arbitrage : Hakim Ben El Hadj |
| Dimanche 12 août 2018 17:00 |                       |         |                                          | Spectateurs : 23 290 Diffuseur : BeIn Sports 1 Arbitrage : Hakim Ben El Hadj | Spectateurs : 23 290 Diffuseur : BeIn Sports 1 Arbitrage : Hakim Ben El Hadj |

| 2e journée                  | Toulouse FC                                | 2 - 1   | Girondins de Bordeaux | Stadium de Toulouse, Toulouse                                                |                                                                              |
| Dimanche 19 août 2018 17:00 | Aaron Leya Iseka 44e · Mathieu Dossevi 67e | (1 - 0) | 50e François Kamano   | Spectateurs : 15 387 Diffuseur : BeIn Sports 1 Arbitrage : François Letexier | Spectateurs : 15 387 Diffuseur : BeIn Sports 1 Arbitrage : François Letexier |
| Dimanche 19 août 2018 17:00 |                                            |         |                       | Spectateurs : 15 387 Diffuseur : BeIn Sports 1 Arbitrage : François Letexier | Spectateurs : 15 387 Diffuseur : BeIn Sports 1 Arbitrage : François Letexier |

| 3e journée                  | Girondins de Bordeaux            | 2 - 1   | AS Monaco           | Matmut Atlantique, Bordeaux                                               |                                                                           |
| Dimanche 26 août 2018 17:00 | François Kamano 48e (pen.) 90+2e | (0 - 0) | 63e Pietro Pellegri | Spectateurs : 21 690 Diffuseur : BeIn Sports 1 Arbitrage : Clément Turpin | Spectateurs : 21 690 Diffuseur : BeIn Sports 1 Arbitrage : Clément Turpin |
| Dimanche 26 août 2018 17:00 |                                  |         |                     | Spectateurs : 21 690 Diffuseur : BeIn Sports 1 Arbitrage : Clément Turpin | Spectateurs : 21 690 Diffuseur : BeIn Sports 1 Arbitrage : Clément Turpin |

| 4e journée                      | Stade rennais                            | 2 - 0   | Girondins de Bordeaux | Roazhon Park, Rennes                                                      |                                                                           |
| Dimanche 2 septembre 2018 17:00 | Benjamin André 12e · Ramy Bensebaini 16e | (2 - 0) |                       | Spectateurs : 23 817 Diffuseur : BeIN Sports 1 Arbitrage : Benoît Bastien | Spectateurs : 23 817 Diffuseur : BeIN Sports 1 Arbitrage : Benoît Bastien |
| Dimanche 2 septembre 2018 17:00 |                                          |         |                       | Spectateurs : 23 817 Diffuseur : BeIN Sports 1 Arbitrage : Benoît Bastien | Spectateurs : 23 817 Diffuseur : BeIN Sports 1 Arbitrage : Benoît Bastien |

| 5e journée                       | Girondins de Bordeaux                  | 3 - 3   | Nîmes Olympique                                                | Matmut Atlantique, Bordeaux                                               |                                                                           |
| Dimanche 16 septembre 2018 17:00 | Jimmy Briand 26e 56e · Samuel Kalu 57e | (1 - 2) | 31e Baptiste Guillaume · 45e Antonin Bobichon · 77e Umut Bozok | Spectateurs : 15 895 Diffuseur : BeIN Sports 1 Arbitrage : Antony Gautier | Spectateurs : 15 895 Diffuseur : BeIN Sports 1 Arbitrage : Antony Gautier |
| Dimanche 16 septembre 2018 17:00 |                                        |         |                                                                | Spectateurs : 15 895 Diffuseur : BeIN Sports 1 Arbitrage : Antony Gautier | Spectateurs : 15 895 Diffuseur : BeIN Sports 1 Arbitrage : Antony Gautier |

| 6e journée                       | EA Guingamp              | 1 - 3   | Girondins de Bordeaux                                              | Stade du Roudourou, Guingamp                                               |                                                                            |
| Dimanche 23 septembre 2018 17:00 | Marcus Thuram 70e (pen.) | (0 - 0) | 53e François Kamano · 80e Yann Karamoh · 90+5e Nicolas de Préville | Spectateurs : 14 772 Diffuseur : BeIN Sports 1 Arbitrage : Frank Schneider | Spectateurs : 14 772 Diffuseur : BeIN Sports 1 Arbitrage : Frank Schneider |
| Dimanche 23 septembre 2018 17:00 |                          |         |                                                                    | Spectateurs : 14 772 Diffuseur : BeIN Sports 1 Arbitrage : Frank Schneider | Spectateurs : 14 772 Diffuseur : BeIN Sports 1 Arbitrage : Frank Schneider |

| 7e journée                       | Girondins de Bordeaux | 1 - 0   | Lille OSC          | Matmut Atlantique, Bordeaux                                                                            | |
| Mercredi 26 septembre 2018 20:00 | François Kamano 7e    | (1 - 0) | 89e Adama Soumaoro | Spectateurs : 17 395 Diffuseur : beIN Sports 1 (multiplex) et beIN Sports Max 6 Arbitrage : Karim Abed | Spectateurs : 17 395 Diffuseur : beIN Sports 1 (multiplex) et beIN Sports Max 6 Arbitrage : Karim Abed |
| Mercredi 26 septembre 2018 20:00 |                       |         |                    | Spectateurs : 17 395 Diffuseur : beIN Sports 1 (multiplex) et beIN Sports Max 6 Arbitrage : Karim Abed | Spectateurs : 17 395 Diffuseur : beIN Sports 1 (multiplex) et beIN Sports Max 6 Arbitrage : Karim Abed |

| 8e journée                     | Stade de Reims | 0 - 0   | Girondins de Bordeaux | Stade Auguste-Delaune, Reims                                                                                  | |
| Samedi 29 septembre 2018 20:00 |                | (0 - 0) |                       | Spectateurs : 13 406 Diffuseur : beIN Sports 1 (multiplex) et beIN Sports Max 7 Arbitrage : Hakim Ben El Hadj | Spectateurs : 13 406 Diffuseur : beIN Sports 1 (multiplex) et beIN Sports Max 7 Arbitrage : Hakim Ben El Hadj |
| Samedi 29 septembre 2018 20:00 |                |         |                       | Spectateurs : 13 406 Diffuseur : beIN Sports 1 (multiplex) et beIN Sports Max 7 Arbitrage : Hakim Ben El Hadj | Spectateurs : 13 406 Diffuseur : beIN Sports 1 (multiplex) et beIN Sports Max 7 Arbitrage : Hakim Ben El Hadj |

| 9e journée                    | Girondins de Bordeaux                           | 3 - 0   | FC Nantes | Matmut Atlantique, Bordeaux                                                  |                                                                              |
| Dimanche 7 octobre 2018 15:00 | Yann Karamoh 5e · François Kamano 7e 42e (pen.) | (3 - 0) |           | Spectateurs : 18 307 Diffuseur : BeIn Sports 1 Arbitrage : François Letexier | Spectateurs : 18 307 Diffuseur : BeIn Sports 1 Arbitrage : François Letexier |
| Dimanche 7 octobre 2018 15:00 |                                                 |         |           | Spectateurs : 18 307 Diffuseur : BeIn Sports 1 Arbitrage : François Letexier | Spectateurs : 18 307 Diffuseur : BeIn Sports 1 Arbitrage : François Letexier |

| 10e journée                    | Montpellier HSC                             | 2 - 0   | Girondins de Bordeaux | Stade de la Mosson, Montpellier                                            |                                                                            |
| Dimanche 21 octobre 2018 15:00 | Gaëtan Laborde 17e · Andy Delort 53e (pen.) | (1 - 0) |                       | Spectateurs : 12 491 Diffuseur : BeIn Sports 1 Arbitrage : Frank Schneider | Spectateurs : 12 491 Diffuseur : BeIn Sports 1 Arbitrage : Frank Schneider |
| Dimanche 21 octobre 2018 15:00 |                                             |         |                       | Spectateurs : 12 491 Diffuseur : BeIn Sports 1 Arbitrage : Frank Schneider | Spectateurs : 12 491 Diffuseur : BeIn Sports 1 Arbitrage : Frank Schneider |

| 11e journée                    | Girondins de Bordeaux | 0 - 1   | OGC Nice          | Matmut Atlantique, Bordeaux                                               |                                                                           |
| Dimanche 28 octobre 2018 17:00 |                       | (0 - 0) | 54e Wylan Cyprien | Spectateurs : 20 730 Diffuseur : beIN Sports 2 Arbitrage : Jérôme Brisard | Spectateurs : 20 730 Diffuseur : beIN Sports 2 Arbitrage : Jérôme Brisard |
| Dimanche 28 octobre 2018 17:00 |                       |         |                   | Spectateurs : 20 730 Diffuseur : beIN Sports 2 Arbitrage : Jérôme Brisard | Spectateurs : 20 730 Diffuseur : beIN Sports 2 Arbitrage : Jérôme Brisard |

| 12e journée                  | Olympique Lyonnais | 1 - 1   | Girondins de Bordeaux | Groupama Stadium, Lyon                                            |                                                                   |
| Samedi 3 novembre 2018 17:00 | Houssem Aouar 45e  | (1 - 0) | 63e Andreas Cornelius | Spectateurs : 46 653 Diffuseur : Canal+ Arbitrage : Benoît Millot | Spectateurs : 46 653 Diffuseur : Canal+ Arbitrage : Benoît Millot |
| Samedi 3 novembre 2018 17:00 |                    |         |                       | Spectateurs : 46 653 Diffuseur : Canal+ Arbitrage : Benoît Millot | Spectateurs : 46 653 Diffuseur : Canal+ Arbitrage : Benoît Millot |

| 13e journée                     | Girondins de Bordeaux | 0 - 0   | SM Caen | Matmut Atlantique, Bordeaux                                                  |                                                                              |
| Dimanche 11 novembre 2018 15:00 |                       | (0 - 0) |         | Spectateurs : 15 352 Diffuseur : beIN Sports 1 Arbitrage : Nicolas Rainville | Spectateurs : 15 352 Diffuseur : beIN Sports 1 Arbitrage : Nicolas Rainville |
| Dimanche 11 novembre 2018 15:00 |                       |         |         | Spectateurs : 15 352 Diffuseur : beIN Sports 1 Arbitrage : Nicolas Rainville | Spectateurs : 15 352 Diffuseur : beIN Sports 1 Arbitrage : Nicolas Rainville |

| 14e journée                   | Dijon FCO | 0 - 0   | Girondins de Bordeaux | Stade Gaston-Gérard, Dijon                                                                                    | |
| Samedi 24 novembre 2018 20:00 |           | (0 - 0) |                       | Spectateurs : 12 285 Diffuseur : beIN Sports 1 (multiplex) et beIN Sports Max 5 Arbitrage : François Letexier | Spectateurs : 12 285 Diffuseur : beIN Sports 1 (multiplex) et beIN Sports Max 5 Arbitrage : François Letexier |
| Samedi 24 novembre 2018 20:00 |           |         |                       | Spectateurs : 12 285 Diffuseur : beIN Sports 1 (multiplex) et beIN Sports Max 5 Arbitrage : François Letexier | Spectateurs : 12 285 Diffuseur : beIN Sports 1 (multiplex) et beIN Sports Max 5 Arbitrage : François Letexier |

| 15e journée                    | Girondins de Bordeaux                    | 2 - 2   | Paris SG                       | Matmut Atlantique, Bordeaux                                         |                                                                     |
| Dimanche 2 décembre 2018 21:00 | Jimmy Briand 53e · Andreas Cornelius 84e | (0 - 1) | 34e Neymar · 66e Kylian Mbappé | Spectateurs : 40 841 Diffuseur : Canal+ Arbitrage : Frank Schneider | Spectateurs : 40 841 Diffuseur : Canal+ Arbitrage : Frank Schneider |
| Dimanche 2 décembre 2018 21:00 |                                          |         |                                | Spectateurs : 40 841 Diffuseur : Canal+ Arbitrage : Frank Schneider | Spectateurs : 40 841 Diffuseur : Canal+ Arbitrage : Frank Schneider |

| 16e journée                    | Girondins de Bordeaux                                     | 3 - 2   | AS Saint-Étienne                  | Matmut Atlantique, Bordeaux                                                                                | |
| Mercredi 5 décembre 2018 19:00 | Jimmy Briand 22e · François Kamano 57e (pen.) · Pablo 90e | (1 - 1) | 16e Loïs Diony · 67e Wahbi Khazri | Spectateurs : 23 375 Diffuseur : beIN Sports 1 (multiplex) et beIN Sports Max 4 Arbitrage : Clément Turpin | Spectateurs : 23 375 Diffuseur : beIN Sports 1 (multiplex) et beIN Sports Max 4 Arbitrage : Clément Turpin |
| Mercredi 5 décembre 2018 19:00 |                                                           |         |                                   | Spectateurs : 23 375 Diffuseur : beIN Sports 1 (multiplex) et beIN Sports Max 4 Arbitrage : Clément Turpin | Spectateurs : 23 375 Diffuseur : beIN Sports 1 (multiplex) et beIN Sports Max 4 Arbitrage : Clément Turpin |

| 19e journée                     | Girondins de Bordeaux | 1 - 1   | Amiens SC        | Matmut Atlantique, Bordeaux                                              |                                                                          |
| Dimanche 23 décembre 2018 17:00 | Samuel Kalu 22e       | (1 - 0) | 87e Eddy Gnahoré | Spectateurs : 23 343 Diffuseur : BeIn Sports 1 Arbitrage : Mikael Lesage | Spectateurs : 23 343 Diffuseur : BeIn Sports 1 Arbitrage : Mikael Lesage |
| Dimanche 23 décembre 2018 17:00 |                       |         |                  | Spectateurs : 23 343 Diffuseur : BeIn Sports 1 Arbitrage : Mikael Lesage | Spectateurs : 23 343 Diffuseur : BeIn Sports 1 Arbitrage : Mikael Lesage |

| 20e journée                  | OGC Nice                       | 1 - 0   | Girondins de Bordeaux | Allianz Riviera, Nice                                                                                         | |
| Samedi 12 janvier 2019 20:00 | Allan Saint-Maximin 16e (pen.) | (1 - 0) |                       | Spectateurs : 15 191 Diffuseur : beIN Sports 1 (multiplex) et beIN Sports Max 7 Arbitrage : Nicolas Rainville | Spectateurs : 15 191 Diffuseur : beIN Sports 1 (multiplex) et beIN Sports Max 7 Arbitrage : Nicolas Rainville |
| Samedi 12 janvier 2019 20:00 |                                |         |                       | Spectateurs : 15 191 Diffuseur : beIN Sports 1 (multiplex) et beIN Sports Max 7 Arbitrage : Nicolas Rainville | Spectateurs : 15 191 Diffuseur : beIN Sports 1 (multiplex) et beIN Sports Max 7 Arbitrage : Nicolas Rainville |

| 17e journée                 | Angers SCO         | 1 - 2   | Girondins de Bordeaux                | Stade Raymond-Kopa, Angers                                                 |                                                                            |
| Mardi 15 janvier 2019 19:00 | Mateo Pavlović 64e | (0 - 1) | 31e Samuel Kalu · 90+2e Yann Karamoh | Spectateurs : 10 836 Diffuseur : beIN Sports 2 Arbitrage : Eric Wattellier | Spectateurs : 10 836 Diffuseur : beIN Sports 2 Arbitrage : Eric Wattellier |
| Mardi 15 janvier 2019 19:00 |                    |         |                                      | Spectateurs : 10 836 Diffuseur : beIN Sports 2 Arbitrage : Eric Wattellier | Spectateurs : 10 836 Diffuseur : beIN Sports 2 Arbitrage : Eric Wattellier |

| 21e journée                    | Girondins de Bordeaux | 1 - 0   | Dijon FCO             | Matmut Atlantique, Bordeaux                                            |                                                                        |
| Dimanche 20 janvier 2019 19:00 | Andreas Cornelius 77e | (0 - 0) | 34e Romain Amalfitano | Spectateurs : 13 380 Diffuseur : beIN Sports 2 Arbitrage : Johan Hamel | Spectateurs : 13 380 Diffuseur : beIN Sports 2 Arbitrage : Johan Hamel |
| Dimanche 20 janvier 2019 19:00 |                       |         |                       | Spectateurs : 13 380 Diffuseur : beIN Sports 2 Arbitrage : Johan Hamel | Spectateurs : 13 380 Diffuseur : beIN Sports 2 Arbitrage : Johan Hamel |

| 22e journée                  | RC Strasbourg    | 1 - 0   | Girondins de Bordeaux | Stade de la Meinau, Strasbourg                                                                            | |
| Samedi 26 janvier 2018 20:00 | Kenny Lala 90+3e | (0 - 0) |                       | Spectateurs : 25 214 Diffuseur : beIN Sports 1 (multiplex) et beIN Sports Max 7 Arbitrage : Florent Batta | Spectateurs : 25 214 Diffuseur : beIN Sports 1 (multiplex) et beIN Sports Max 7 Arbitrage : Florent Batta |
| Samedi 26 janvier 2018 20:00 |                  |         |                       | Spectateurs : 25 214 Diffuseur : beIN Sports 1 (multiplex) et beIN Sports Max 7 Arbitrage : Florent Batta | Spectateurs : 25 214 Diffuseur : beIN Sports 1 (multiplex) et beIN Sports Max 7 Arbitrage : Florent Batta |

| 18e journée                | Olympique de Marseille | 1 - 0   | Girondins de Bordeaux | Orange Vélodrome, Marseille                                   |                                                               |
| Mardi 5 février 2019 19:00 | Boubacar Kamara 42e    | (1 - 0) | 25e Samuel Kalu       | Spectateurs : 0 Diffuseur : Canal+ Arbitrage : Jérôme Brisard | Spectateurs : 0 Diffuseur : Canal+ Arbitrage : Jérôme Brisard |
| Mardi 5 février 2019 19:00 |                        |         |                       | Spectateurs : 0 Diffuseur : Canal+ Arbitrage : Jérôme Brisard | Spectateurs : 0 Diffuseur : Canal+ Arbitrage : Jérôme Brisard |

| 24e journée                 | Paris SG                  | 1 - 0   | Girondins de Bordeaux | Parc des Princes, Paris                                          |                                                                  |
| Samedi 9 février 2019 17:00 | Edinson Cavani 42e (pen.) | (1 - 0) |                       | Spectateurs : 47 274 Diffuseur : Canal+ Arbitrage : Ruddy Buquet | Spectateurs : 47 274 Diffuseur : Canal+ Arbitrage : Ruddy Buquet |
| Samedi 9 février 2019 17:00 |                           |         |                       | Spectateurs : 47 274 Diffuseur : Canal+ Arbitrage : Ruddy Buquet | Spectateurs : 47 274 Diffuseur : Canal+ Arbitrage : Ruddy Buquet |

| 25e journée                    | Girondins de Bordeaux            | 2 - 1   | Toulouse FC         | Matmut Atlantique, Bordeaux                                                                                   | |
| Dimanche 17 février 2019 15:00 | Toma Bašić 2e · Jimmy Briand 82e | (1 - 0) | 70e Yannick Cahuzac | Spectateurs : 19 332 Diffuseur : beIN Sports 1 (multiplex) et beIN Sports Max 4 Arbitrage : Hakim Ben El Hadj | Spectateurs : 19 332 Diffuseur : beIN Sports 1 (multiplex) et beIN Sports Max 4 Arbitrage : Hakim Ben El Hadj |
| Dimanche 17 février 2019 15:00 |                                  |         |                     | Spectateurs : 19 332 Diffuseur : beIN Sports 1 (multiplex) et beIN Sports Max 4 Arbitrage : Hakim Ben El Hadj | Spectateurs : 19 332 Diffuseur : beIN Sports 1 (multiplex) et beIN Sports Max 4 Arbitrage : Hakim Ben El Hadj |

| 23e journée                    | Girondins de Bordeaux | 0 - 0   | EA Guingamp | Matmut Atlantique, Bordeaux                                              |                                                                          |
| Mercredi 20 février 2019 19:00 |                       | (0 - 0) |             | Spectateurs : 14 527 Diffuseur : beIN Sports 2 Arbitrage : Willy Delajod | Spectateurs : 14 527 Diffuseur : beIN Sports 2 Arbitrage : Willy Delajod |
| Mercredi 20 février 2019 19:00 |                       |         |             | Spectateurs : 14 527 Diffuseur : beIN Sports 2 Arbitrage : Willy Delajod | Spectateurs : 14 527 Diffuseur : beIN Sports 2 Arbitrage : Willy Delajod |

| 26e journée                    | FC Nantes           | 1 - 0   | Girondins de Bordeaux | La Beaujoire, Nantes                                                      |                                                                           |
| Dimanche 24 février 2019 15:00 | Nicolas Pallois 51e | (0 - 0) |                       | Spectateurs : 21 910 Diffuseur : beIN Sports 1 Arbitrage : Antony Gautier | Spectateurs : 21 910 Diffuseur : beIN Sports 1 Arbitrage : Antony Gautier |
| Dimanche 24 février 2019 15:00 |                     |         |                       | Spectateurs : 21 910 Diffuseur : beIN Sports 1 Arbitrage : Antony Gautier | Spectateurs : 21 910 Diffuseur : beIN Sports 1 Arbitrage : Antony Gautier |

| 27e journée             | Girondins de Bordeaux | 1 - 2   | Montpellier HSC                    | Matmut Atlantique, Bordeaux                                              |                                                                          |
| Mardi 5 mars 2019 19:00 | Toma Bašić 35e        | (1 - 1) | 20e Paul Lasne · 51e Daniel Congré | Spectateurs : 14 521 Diffuseur : Canal+ Sport Arbitrage : Jérôme Brisard | Spectateurs : 14 521 Diffuseur : Canal+ Sport Arbitrage : Jérôme Brisard |
| Mardi 5 mars 2019 19:00 |                       |         |                                    | Spectateurs : 14 521 Diffuseur : Canal+ Sport Arbitrage : Jérôme Brisard | Spectateurs : 14 521 Diffuseur : Canal+ Sport Arbitrage : Jérôme Brisard |

| 28e journée              | AS Monaco          | 1 - 1   | Girondins de Bordeaux   | Stade Louis-II, Monaco                                                                                       | |
| Samedi 9 mars 2018 20:00 | Radamel Falcao 48e | (0 - 0) | 65e (pen.) Jimmy Briand | Spectateurs : 8 042 Diffuseur : beIN Sports 1 (multiplex) et beIN Sports Max 4 Arbitrage : François Letexier | Spectateurs : 8 042 Diffuseur : beIN Sports 1 (multiplex) et beIN Sports Max 4 Arbitrage : François Letexier |
| Samedi 9 mars 2018 20:00 |                    |         |                         | Spectateurs : 8 042 Diffuseur : beIN Sports 1 (multiplex) et beIN Sports Max 4 Arbitrage : François Letexier | Spectateurs : 8 042 Diffuseur : beIN Sports 1 (multiplex) et beIN Sports Max 4 Arbitrage : François Letexier |

| 29e journée                 | Girondins de Bordeaux | 1 - 1   | Stade rennais      | Matmut Atlantique, Bordeaux                                                |                                                                            |
| Dimanche 16 mars 2019 17:00 | François Kamano 59e   | (0 - 0) | 90+2e M'Baye Niang | Spectateurs : 19 807 Diffuseur : beIN Sports 1 Arbitrage : Eric Wattellier | Spectateurs : 19 807 Diffuseur : beIN Sports 1 Arbitrage : Eric Wattellier |
| Dimanche 16 mars 2019 17:00 |                       |         |                    | Spectateurs : 19 807 Diffuseur : beIN Sports 1 Arbitrage : Eric Wattellier | Spectateurs : 19 807 Diffuseur : beIN Sports 1 Arbitrage : Eric Wattellier |

| 30e journée                 | Amiens SC | 0 - 0   | Girondins de Bordeaux | Stade de la Licorne, Amiens                                                                               | |
| Dimanche 31 mars 2019 15:00 |           | (0 - 0) |                       | Spectateurs : 11 765 Diffuseur : beIN Sports 1 (multiplex) et beIN Sports Max 4 Arbitrage : Mikael Lesage | Spectateurs : 11 765 Diffuseur : beIN Sports 1 (multiplex) et beIN Sports Max 4 Arbitrage : Mikael Lesage |
| Dimanche 31 mars 2019 15:00 |           |         |                       | Spectateurs : 11 765 Diffuseur : beIN Sports 1 (multiplex) et beIN Sports Max 4 Arbitrage : Mikael Lesage | Spectateurs : 11 765 Diffuseur : beIN Sports 1 (multiplex) et beIN Sports Max 4 Arbitrage : Mikael Lesage |

| 31e journée                 | Girondins de Bordeaux                                            | 2 - 0   | Olympique de Marseille | Matmut Atlantique, Bordeaux                                                 |                                                                             |
| Vendredi 6 avril 2019 20:45 | François Kamano 27e (pen.) · Nicolas de Préville 71e · Pablo 82e | (1 - 0) |                        | Spectateurs : 34 152 Diffuseur : Canal+ Sport Arbitrage : Hakim Ben El Hadj | Spectateurs : 34 152 Diffuseur : Canal+ Sport Arbitrage : Hakim Ben El Hadj |
| Vendredi 6 avril 2019 20:45 |                                                                  |         |                        | Spectateurs : 34 152 Diffuseur : Canal+ Sport Arbitrage : Hakim Ben El Hadj | Spectateurs : 34 152 Diffuseur : Canal+ Sport Arbitrage : Hakim Ben El Hadj |

| 32e journée                  | AS Saint-Étienne                                  | 3 - 0   | Girondins de Bordeaux | Stade Geoffroy-Guichard, Saint-Étienne                                  |                                                                         |
| Dimanche 14 avril 2019 17:00 | Wahbi Khazri 56e (pen.) · Mathieu Debuchy 74e 90e | (0 - 0) |                       | Spectateurs : 33 935 Diffuseur : beIN Sports 1 Arbitrage : Ruddy Buquet | Spectateurs : 33 935 Diffuseur : beIN Sports 1 Arbitrage : Ruddy Buquet |
| Dimanche 14 avril 2019 17:00 |                                                   |         |                       | Spectateurs : 33 935 Diffuseur : beIN Sports 1 Arbitrage : Ruddy Buquet | Spectateurs : 33 935 Diffuseur : beIN Sports 1 Arbitrage : Ruddy Buquet |

| 33e journée                | Nîmes Olympique                              | 2 - 1   | Girondins de Bordeaux | Stade des Costières, Nîmes                                                                                | |
| Samedi 20 avril 2019 20:00 | Téji Savanier 16e (pen.) · Renaud Ripart 63e | (1 - 1) | 13e Josh Maja         | Spectateurs : 13 910 Diffuseur : beIN Sports 1 (multiplex) et beIN Sports Max 5 Arbitrage : Florent Batta | Spectateurs : 13 910 Diffuseur : beIN Sports 1 (multiplex) et beIN Sports Max 5 Arbitrage : Florent Batta |
| Samedi 20 avril 2019 20:00 |                                              |         |                       | Spectateurs : 13 910 Diffuseur : beIN Sports 1 (multiplex) et beIN Sports Max 5 Arbitrage : Florent Batta | Spectateurs : 13 910 Diffuseur : beIN Sports 1 (multiplex) et beIN Sports Max 5 Arbitrage : Florent Batta |

| 34e journée                  | Girondins de Bordeaux                                              | 2 - 3   | Olympique Lyonnais                                         | Matmut Atlantique, Bordeaux                                                             |                                                                                         |
| Vendredi 26 avril 2019 20:45 | Jimmy Briand 34e · Nicolas de Préville 38e · Vukašin Jovanović 73e | (2 - 1) | 14e Memphis Depay · 67e Maxwel Cornet · 85e Moussa Dembelé | Spectateurs : 27 455 Diffuseur : Canal+ Sport, beIN Sports 1 Arbitrage : Benoît Bastien | Spectateurs : 27 455 Diffuseur : Canal+ Sport, beIN Sports 1 Arbitrage : Benoît Bastien |
| Vendredi 26 avril 2019 20:45 |                                                                    |         |                                                            | Spectateurs : 27 455 Diffuseur : Canal+ Sport, beIN Sports 1 Arbitrage : Benoît Bastien | Spectateurs : 27 455 Diffuseur : Canal+ Sport, beIN Sports 1 Arbitrage : Benoît Bastien |

| 35e journée             | Girondins de Bordeaux | 0 - 1   | Angers SCO           | Matmut Atlantique, Bordeaux                                                                                   | |
| Samedi 4 mai 2019 20:00 |                       | (0 - 1) | 40e Stéphane Bahoken | Spectateurs : 18 584 Diffuseur : beIN Sports 1 (multiplex) et beIN Sports Max 4 Arbitrage : Nicolas Rainville | Spectateurs : 18 584 Diffuseur : beIN Sports 1 (multiplex) et beIN Sports Max 4 Arbitrage : Nicolas Rainville |
| Samedi 4 mai 2019 20:00 |                       |         |                      | Spectateurs : 18 584 Diffuseur : beIN Sports 1 (multiplex) et beIN Sports Max 4 Arbitrage : Nicolas Rainville | Spectateurs : 18 584 Diffuseur : beIN Sports 1 (multiplex) et beIN Sports Max 4 Arbitrage : Nicolas Rainville |

| 36e journée                | Lille OSC     | 1 - 0   | Girondins de Bordeaux | Stade Pierre-Mauroy, Villeneuve-d'Ascq                                   |                                                                          |
| Dimanche 12 mai 2019 17:00 | Loïc Rémy 27e | (1 - 0) |                       | Spectateurs : 41 413 Diffuseur : beIN Sports 1 Arbitrage : Mikael Lesage | Spectateurs : 41 413 Diffuseur : beIN Sports 1 Arbitrage : Mikael Lesage |
| Dimanche 12 mai 2019 17:00 |               |         |                       | Spectateurs : 41 413 Diffuseur : beIN Sports 1 Arbitrage : Mikael Lesage | Spectateurs : 41 413 Diffuseur : beIN Sports 1 Arbitrage : Mikael Lesage |

| 37e journée                | Girondins de Bordeaux | 0 - 1   | Stade de Reims  | Matmut Atlantique, Bordeaux                                                                                 | |
| Dimanche 18 mai 2019 21:00 |                       | (0 - 1) | 2e Suk Hyun-jun | Spectateurs : 20 831 Diffuseur : beIN Sports 1 (multiplex) et beIN Sports Max 7 Arbitrage : Eric Wattellier | Spectateurs : 20 831 Diffuseur : beIN Sports 1 (multiplex) et beIN Sports Max 7 Arbitrage : Eric Wattellier |
| Dimanche 18 mai 2019 21:00 |                       |         |                 | Spectateurs : 20 831 Diffuseur : beIN Sports 1 (multiplex) et beIN Sports Max 7 Arbitrage : Eric Wattellier | Spectateurs : 20 831 Diffuseur : beIN Sports 1 (multiplex) et beIN Sports Max 7 Arbitrage : Eric Wattellier |

| 38e journée                | SM Caen | 0 - 1   | Girondins de Bordeaux  | Stade Michel-d'Ornano, Caen                                                                                | |
| Vendredi 24 mai 2019 20:45 |         | (0 - 1) | 19e Younousse Sankharé | Spectateurs : 19 355 Diffuseur : beIN Sports 1 (multiplex) et beIN Sports Max 5 Arbitrage : Clément Turpin | Spectateurs : 19 355 Diffuseur : beIN Sports 1 (multiplex) et beIN Sports Max 5 Arbitrage : Clément Turpin |
| Vendredi 24 mai 2019 20:45 |         |         |                        | Spectateurs : 19 355 Diffuseur : beIN Sports 1 (multiplex) et beIN Sports Max 5 Arbitrage : Clément Turpin | Spectateurs : 19 355 Diffuseur : beIN Sports 1 (multiplex) et beIN Sports Max 5 Arbitrage : Clément Turpin |

#### Classement et statistiques
| Rang | Équipe                 | Pts | J  | G  | N  | P  | Bp | Bc | Diff | Qualification ou relégation                                             |
| ---- | ---------------------- | --- | -- | -- | -- | -- | -- | -- | ---- | ----------------------------------------------------------------------- |
| 11   | RC Strasbourg Alsace L | 49  | 38 | 11 | 16 | 11 | 58 | 48 | +10  | Qualification pour le deuxième tour de qualification de la Ligue Europa |
| 12   | FC Nantes              | 48  | 38 | 13 | 9  | 16 | 48 | 48 | 0    |                                                                         |
| 13   | Angers SCO             | 46  | 38 | 10 | 16 | 12 | 44 | 49 | −5   |                                                                         |
| 14   | Girondins de Bordeaux  | 41  | 38 | 10 | 11 | 17 | 34 | 42 | −8   |                                                                         |
| 15   | Amiens SC              | 38  | 38 | 9  | 11 | 18 | 31 | 52 | −21  |                                                                         |
| 16   | Toulouse FC            | 38  | 38 | 8  | 14 | 16 | 35 | 57 | −22  |                                                                         |
| 17   | AS Monaco              | 36  | 38 | 8  | 12 | 18 | 38 | 57 | −19  |                                                                         |

#### Résultats par journée
| Journée   | 01  | 02  | 03  | 04  | 05  | 06  | 07  | 08 | 09 | 10 | 11 | 12  | 13  | 14  | 15  | 16  | 17  | 18  | 19  | 20  | 21  | 22  | 23  | 24  | 25  | 26  | 27  | 28  | 29  | 30  | 31  | 32  | 33  | 34  | 35  | 36  | 37  | 38  |
| --------- | --- | --- | --- | --- | --- | --- | --- | -- | -- | -- | -- | --- | --- | --- | --- | --- | --- | --- | --- | --- | --- | --- | --- | --- | --- | --- | --- | --- | --- | --- | --- | --- | --- | --- | --- | --- | --- | --- |
| Terrain   | D   | E   | D   | E   | D   | E   | D   | E  | D  | E  | D  | E   | D   | E   | D   | D   | E   | E   | D   | E   | D   | E   | D   | E   | D   | E   | D   | E   | D   | E   | D   | E   | E   | D   | D   | E   | D   | E   |
| Résultats | D   | D   | V   | D   | N   | V   | V   | N  | V  | D  | D  | N   | N   | N   | N   | V   | V   | D   | N   | D   | V   | D   | N   | D   | V   | D   | D   | N   | N   | N   | V   | D   | D   | D   | D   | D   | D   | V   |
| Points    | 0   | 0   | 3   | 3   | 4   | 7   | 10  | 11 | 14 | 14 | 14 | 15  | 16  | 17  | 18  | 21  | 24  | 24  | 25  | 25  | 28  | 28  | 29  | 29  | 32  | 32  | 32  | 33  | 34  | 35  | 38  | 38  | 38  | 38  | 38  | 38  | 38  | 41  |
| Place     | 18e | 18e | 15e | 19e | 19e | 14e | 10e | 9e | 7e | 8e | 8e | 11e | 11e | 12e | 11e | 10e | 10e | 12e | 12e | 12e | 10e | 12e | 13e | 13e | 13e | 13e | 13e | 13e | 13e | 13e | 13e | 13e | 14e | 14e | 14e | 14e | 14e | 14e |

Source : lfp.fr (Ligue de football professionnel)
Terrain : D = Domicile ; E = Extérieur. Résultat : D = Défaite ; N = Nul ; V = Victoire.

### Ligue Europa
En se classant 6e la saison précédente, et grâce à la victoire du Paris SG en Coupe de France face aux Herbiers, le FC Girondins de Bordeaux participe à l'édition 2018-2019 de la Ligue Europa et commence son parcours au 2e tour de qualification.

#### Tours de qualifications
Le tirage au sort de l'adversaire des Girondins de Bordeaux pour le 2e tour de qualification de la Ligue Europa a lieu le 20 juin 2018. Le match aller se déroule le 26 juillet sur le terrain des Lettons du FK Ventspils et le match retour le 2 août.
| 2e tour Aller               | FK Ventspils | 0 - 1   | Girondins de Bordeaux | Ventspils Stadions, Ventspils                                             |                                                                           |
| Jeudi 26 juillet 2018 16:45 |              | (0 - 1) | 3e Zaydou Youssouf    | Spectateurs : 3 055 Diffuseur : RMC Sport 1 Arbitrage : Sergueï Lapochkin | Spectateurs : 3 055 Diffuseur : RMC Sport 1 Arbitrage : Sergueï Lapochkin |
| Jeudi 26 juillet 2018 16:45 |              |         |                       | Spectateurs : 3 055 Diffuseur : RMC Sport 1 Arbitrage : Sergueï Lapochkin | Spectateurs : 3 055 Diffuseur : RMC Sport 1 Arbitrage : Sergueï Lapochkin |

| 2e tour Retour          | Girondins de Bordeaux                 | 2 - 1   | FK Ventspils         | Matmut Atlantique, Bordeaux                                          |                                                                      |
| Jeudi 2 août 2018 20:45 | François Kamano 9e · Jules Koundé 48e | (1 - 0) | 66e Adeleke Akinyemi | Spectateurs : 15 863 Diffuseur : RMC Sport 1 Arbitrage : Hugo Miguel | Spectateurs : 15 863 Diffuseur : RMC Sport 1 Arbitrage : Hugo Miguel |
| Jeudi 2 août 2018 20:45 |                                       |         |                      | Spectateurs : 15 863 Diffuseur : RMC Sport 1 Arbitrage : Hugo Miguel | Spectateurs : 15 863 Diffuseur : RMC Sport 1 Arbitrage : Hugo Miguel |

| 3e tour Aller           | FK Marioupol      | 1 - 3   | Girondins de Bordeaux                            | Stade Tchornomorets, Odessa                                        |                                                                    |
| Jeudi 9 aout 2018 19:00 | Dmytro Myshnov 7e | (1 - 2) | 33e 37e Gaëtan Laborde · 49e Aurélien Tchouaméni | Spectateurs : 6 587 Diffuseur : RMC Sport 1 Arbitrage : Ivan Bebek | Spectateurs : 6 587 Diffuseur : RMC Sport 1 Arbitrage : Ivan Bebek |
| Jeudi 9 aout 2018 19:00 |                   |         |                                                  | Spectateurs : 6 587 Diffuseur : RMC Sport 1 Arbitrage : Ivan Bebek | Spectateurs : 6 587 Diffuseur : RMC Sport 1 Arbitrage : Ivan Bebek |

| 3e tour Retour           | Girondins de Bordeaux                       | 2 - 1   | FK Marioupol     | Matmut Atlantique, Bordeaux                                            |                                                                        |
| Jeudi 16 août 2018 20:45 | Maxime Poundjé 54e · Younousse Sankharé 56e | (0 - 0) | 67e Ruslan Fomin | Spectateurs : 11 375 Diffuseur : RMC Sport 1 Arbitrage : Andrew Dallas | Spectateurs : 11 375 Diffuseur : RMC Sport 1 Arbitrage : Andrew Dallas |
| Jeudi 16 août 2018 20:45 |                                             |         |                  | Spectateurs : 11 375 Diffuseur : RMC Sport 1 Arbitrage : Andrew Dallas | Spectateurs : 11 375 Diffuseur : RMC Sport 1 Arbitrage : Andrew Dallas |

#### Barrages
| Barrage Aller            | KAA La Gantoise | 0 - 0   | Girondins de Bordeaux | Ghelamco Arena, Gand                                                    |                                                                         |
| Jeudi 23 août 2018 20:45 |                 | (0 - 0) | 90+2e Jules Koundé    | Spectateurs : 20 000 Diffuseur : RMC Sport 1 Arbitrage : Aliyar Aghayev | Spectateurs : 20 000 Diffuseur : RMC Sport 1 Arbitrage : Aliyar Aghayev |
| Jeudi 23 août 2018 20:45 |                 |         |                       | Spectateurs : 20 000 Diffuseur : RMC Sport 1 Arbitrage : Aliyar Aghayev | Spectateurs : 20 000 Diffuseur : RMC Sport 1 Arbitrage : Aliyar Aghayev |

| Barrage Retour           | Girondins de Bordeaux                         | 2 - 0   | KAA La Gantoise | Matmut Atlantique, Bordeaux                                                |                                                                            |
| Jeudi 30 août 2018 20:45 | François Kamano 10e · Jimmy Briand 64e (pen.) | (1 - 0) |                 | Spectateurs : 35 039 Diffuseur : RMC Sport 1 Arbitrage : Jesús Gil Manzano | Spectateurs : 35 039 Diffuseur : RMC Sport 1 Arbitrage : Jesús Gil Manzano |
| Jeudi 30 août 2018 20:45 |                                               |         |                 | Spectateurs : 35 039 Diffuseur : RMC Sport 1 Arbitrage : Jesús Gil Manzano | Spectateurs : 35 039 Diffuseur : RMC Sport 1 Arbitrage : Jesús Gil Manzano |

#### Phase de groupes
Après avoir passé facilement les deux tours préliminaires puis les barrages de la Ligue Europa, les Girondins retrouvent la phase de groupe de la compétition. Le tirage au sort de la phase de groupe a eu lieu le 31 août 2018 à Monaco, à 13h. Les Girondins font partie du 3e chapeau du tirage. Ils affronteront le Zénith Saint-Pétersbourg, le FC Copenhague et le SK Slavia Prague.
| Rang | Équipe                   | Pts | J | G | N | P | Bp | Bc | Diff |  | Résultats (▼ dom., ► ext.) |     |     |     |     |
| ---- | ------------------------ | --- | - | - | - | - | -- | -- | ---- |  | -------------------------- | --- | --- | --- | --- |
| 1    | Zénith Saint-Pétersbourg | 11  | 6 | 3 | 2 | 1 | 6  | 5  | +1   |  | Zénith Saint-Pétersbourg   | 1-0 |     | 1-0 | 2-1 |
| 2    | SK Slavia Prague         | 10  | 6 | 3 | 1 | 2 | 4  | 3  | +1   |  | SK Slavia Prague           |     | 2-0 | 0-0 | 1-0 |
| 3    | Girondins de Bordeaux    | 7   | 6 | 2 | 1 | 3 | 6  | 6  | 0    |  | Girondins de Bordeaux      | 2-0 | 1-1 | 1-2 |     |
| 4    | FC Copenhague            | 5   | 6 | 1 | 2 | 3 | 3  | 5  | -2   |  | FC Copenhague              | 0-1 | 1-1 |     | 0-1 |

| 1re journée                   | SK Slavia Prague   | 1 - 0   | Girondins de Bordeaux | Eden Aréna, Prague                                                              |                                                                                 |
| Jeudi 20 septembre 2018 21:00 | Jaromír Zmrhal 35e | (1 - 0) |                       | Spectateurs : 16 548 Diffuseur : RMC Sport 1, RMC Story Arbitrage : Bas Nijhuis | Spectateurs : 16 548 Diffuseur : RMC Sport 1, RMC Story Arbitrage : Bas Nijhuis |
| Jeudi 20 septembre 2018 21:00 |                    |         |                       | Spectateurs : 16 548 Diffuseur : RMC Sport 1, RMC Story Arbitrage : Bas Nijhuis | Spectateurs : 16 548 Diffuseur : RMC Sport 1, RMC Story Arbitrage : Bas Nijhuis |

| 2e journée                 | Girondins de Bordeaux  | 1 - 2   | FC Copenhague                                        | Matmut Atlantique, Bordeaux                                                          |                                                                                      |
| Jeudi 4 octobre 2018 18:55 | Younousse Sankharé 84e | (0 - 1) | 42e Pieros Sotiriou · 90+2e Robert Skov · 90+3e Zeca | Spectateurs : 11 860 Diffuseur : RMC Sport 1, RMC Story Arbitrage : Roi Reinshreiber | Spectateurs : 11 860 Diffuseur : RMC Sport 1, RMC Story Arbitrage : Roi Reinshreiber |
| Jeudi 4 octobre 2018 18:55 |                        |         |                                                      | Spectateurs : 11 860 Diffuseur : RMC Sport 1, RMC Story Arbitrage : Roi Reinshreiber | Spectateurs : 11 860 Diffuseur : RMC Sport 1, RMC Story Arbitrage : Roi Reinshreiber |

| 3e journée                  | Zénith Saint-Pétersbourg                 | 2 - 1   | Girondins de Bordeaux | Stade Krestovski, Saint-Pétersbourg             |                                                 |
| Jeudi 25 octobre 2018 18:55 | Artyom Dziouba 41e · Daler Kouziaïev 85e | (1 - 1) | 26e Jimmy Briand      | Diffuseur : RMC Sport 1 Arbitrage : Felix Brych | Diffuseur : RMC Sport 1 Arbitrage : Felix Brych |
| Jeudi 25 octobre 2018 18:55 |                                          |         |                       | Diffuseur : RMC Sport 1 Arbitrage : Felix Brych | Diffuseur : RMC Sport 1 Arbitrage : Felix Brych |

| 4e journée                  | Girondins de Bordeaux      | 1 - 1   | Zénith Saint-Pétersbourg | Matmut Atlantique, Bordeaux                                            |                                                                        |
| Jeudi 8 novembre 2018 21:00 | François Kamano 35e (pen.) | (1 - 0) | 72e Anton Zabolotny      | Spectateurs : 8 907 Diffuseur : RMC Sport 1 Arbitrage : Harald Lechner | Spectateurs : 8 907 Diffuseur : RMC Sport 1 Arbitrage : Harald Lechner |
| Jeudi 8 novembre 2018 21:00 |                            |         |                          | Spectateurs : 8 907 Diffuseur : RMC Sport 1 Arbitrage : Harald Lechner | Spectateurs : 8 907 Diffuseur : RMC Sport 1 Arbitrage : Harald Lechner |

| 5e journée                   | Girondins de Bordeaux                        | 2 - 0   | SK Slavia Prague | Matmut Atlantique, Bordeaux                                                        |                                                                                    |
| Jeudi 29 novembre 2018 18:55 | Nicolas de Préville 49e · Jules Koundé 90+4e | (0 - 0) |                  | Spectateurs : 6 311 Diffuseur : RMC Sport 1, RMC Story Arbitrage : Fabio Verissimo | Spectateurs : 6 311 Diffuseur : RMC Sport 1, RMC Story Arbitrage : Fabio Verissimo |
| Jeudi 29 novembre 2018 18:55 |                                              |         |                  | Spectateurs : 6 311 Diffuseur : RMC Sport 1, RMC Story Arbitrage : Fabio Verissimo | Spectateurs : 6 311 Diffuseur : RMC Sport 1, RMC Story Arbitrage : Fabio Verissimo |

| 6e journée                   | FC Copenhague | 0 - 1   | Girondins de Bordeaux | Parken Stadium, Copenhague                        |                                                   |
| Jeudi 13 décembre 2018 21:00 |               | (0 - 0) | 73e Jimmy Briand      | Diffuseur : RMC Sport 1 Arbitrage : Hüseyin Göçek | Diffuseur : RMC Sport 1 Arbitrage : Hüseyin Göçek |
| Jeudi 13 décembre 2018 21:00 |               |         |                       | Diffuseur : RMC Sport 1 Arbitrage : Hüseyin Göçek | Diffuseur : RMC Sport 1 Arbitrage : Hüseyin Göçek |

### Coupe de France
La Coupe de France 2018-2019 est la 102e édition de la coupe de France, une compétition à élimination directe mettant aux prises tous les clubs de football amateurs et professionnels à travers la France métropolitaine et les DOM-TOM. Elle est organisée par la FFF et ses ligues régionales.
| 32e de finale                 | Girondins de Bordeaux | 0 - 1   | Le Havre AC           | Matmut Atlantique, Bordeaux                                            |                                                                        |
| Dimanche 7 janvier 2018 17:15 |                       | (0 - 0) | 48e Ebenezer Assifuah | Spectateurs : 8 797 Diffuseur : Eurosport 2 Arbitrage : Jérôme Brisard | Spectateurs : 8 797 Diffuseur : Eurosport 2 Arbitrage : Jérôme Brisard |
| Dimanche 7 janvier 2018 17:15 |                       |         |                       | Spectateurs : 8 797 Diffuseur : Eurosport 2 Arbitrage : Jérôme Brisard | Spectateurs : 8 797 Diffuseur : Eurosport 2 Arbitrage : Jérôme Brisard |

### Coupe de la Ligue
La Coupe de la Ligue 2018-2019 est la 25e édition de la Coupe de la Ligue, compétition à élimination directe organisée par la Ligue de football professionnel (LFP) depuis 1994, qui rassemble uniquement les clubs professionnels de Ligue 1, Ligue 2 et National. Depuis 2009, la LFP a instauré un nouveau format de coupe plus avantageux pour les équipes qualifiées pour une coupe d'Europe, elles débutent la compétition au niveau des huitièmes de finale. Cette année, la finale se disputera à Villeneuve-d'Ascq au Stade Pierre-Mauroy.
| 8e de finale                 | Dijon FCO | 0 - 1   | Girondins de Bordeaux | Stade Gaston-Gérard, Dijon                                      |                                                                 |
| Mardi 19 décembre 2018 21:05 |           | (0 - 0) | 66e Toma Bašić        | Spectateurs : 4 661 Diffuseur : Foot+ Arbitrage : Florent Batta | Spectateurs : 4 661 Diffuseur : Foot+ Arbitrage : Florent Batta |
| Mardi 19 décembre 2018 21:05 |           |         |                       | Spectateurs : 4 661 Diffuseur : Foot+ Arbitrage : Florent Batta | Spectateurs : 4 661 Diffuseur : Foot+ Arbitrage : Florent Batta |

| Quart de finale               | Girondins de Bordeaux | 1 - 0   | Le Havre AC | Matmut Atlantique, Bordeaux                                              |                                                                          |
| Mercredi 9 janvier 2019 21:05 | Samuel Kalu 70e       | (0 - 0) |             | Spectateurs : 7 600 Diffuseur : Canal+ Décalé Arbitrage : Benoît Bastien | Spectateurs : 7 600 Diffuseur : Canal+ Décalé Arbitrage : Benoît Bastien |
| Mercredi 9 janvier 2019 21:05 |                       |         |             | Spectateurs : 7 600 Diffuseur : Canal+ Décalé Arbitrage : Benoît Bastien | Spectateurs : 7 600 Diffuseur : Canal+ Décalé Arbitrage : Benoît Bastien |

| Demi-finale                    | RC Strasbourg                              | 3 - 2   | Girondins de Bordeaux                     | Stade de la Meinau, Strasbourg                                     |                                                                    |
| Mercredi 30 janvier 2019 18:45 | Ludovic Ajorque 49e · Lebo Mothiba 55e 60e | (0 - 1) | 14e Younousse Sankharé · 82e Jimmy Briand | Spectateurs : 25 090 Diffuseur : Canal+ Arbitrage : Antony Gautier | Spectateurs : 25 090 Diffuseur : Canal+ Arbitrage : Antony Gautier |
| Mercredi 30 janvier 2019 18:45 |                                            |         |                                           | Spectateurs : 25 090 Diffuseur : Canal+ Arbitrage : Antony Gautier | Spectateurs : 25 090 Diffuseur : Canal+ Arbitrage : Antony Gautier |

## Statistiques

### Statistiques individuelles
Mise à jour le 27 septembre 2018.

#### Onze de départ type (toutes compétitions)
(Mis à jour le 27 septembre 2018)
| \| No. \| Pos. \| Joueur \| Matchs joués \| \| --- \| ---- \| ------------------- \| ------------ \| \| 1 \| GB \| Benoit Costil \| 51 \| \| 20 \| DD \| Youssouf Sabaly \| 31 \| \| 4 \| DC \| Jules Koundé \| 51 \| \| 25 \| DC \| Pablo \| 39 \| \| 29 \| DG \| Maxime Poundjé \| 43 \| \| 5 \| MD \| Otávio \| 43 \| \| 18 \| MR \| Jaroslav Plašil \| 35 \| \| 13 \| MR \| Younousse Sankharé \| 33 \| \| 10 \| AiD \| Nicolas de Préville \| 34 \| \| 11 \| AiG \| François Kamano \| 51 \| \| 7 \| AC \| Jimmy Briand \| 46 \| | Costil (C) Pablo Koundé Sabaly Poundjé Sankharé Plašil Otávio De Préville Kamano Briand |                     |              |
| No. | Pos.                                                                                    | Joueur              | Matchs joués |
| 1 | GB                                                                                      | Benoit Costil       | 51           |
| 20 | DD                                                                                      | Youssouf Sabaly     | 31           |
| 4 | DC                                                                                      | Jules Koundé        | 51           |
| 25 | DC                                                                                      | Pablo               | 39           |
| 29 | DG                                                                                      | Maxime Poundjé      | 43           |
| 5 | MD                                                                                      | Otávio              | 43           |
| 18 | MR                                                                                      | Jaroslav Plašil     | 35           |
| 13 | MR                                                                                      | Younousse Sankharé  | 33           |
| 10 | AiD                                                                                     | Nicolas de Préville | 34           |
| 11 | AiG                                                                                     | François Kamano     | 51           |
| 7 | AC                                                                                      | Jimmy Briand        | 46           |

### Statistiques collectives
| Compétition       | Débute au tour | Termine         | Matches joués | Gagnés | Nuls | Perdus | Buts pour | Buts contre | Différence |
| ----------------- | -------------- | --------------- | ------------- | ------ | ---- | ------ | --------- | ----------- | ---------- |
| Ligue 1           | -              | 14e             | 38            | 10     | 11   | 17     | 34        | 42          | -8         |
| Ligue Europa      | 2e tour        | Phase de groupe | 12            | 7      | 2    | 3      | 16        | 9           | +7         |
| Coupe de France   | 1/32 de finale | 1/32 de finale  | 1             | 0      | 0    | 1      | 0         | 1           | -1         |
| Coupe de la Ligue | 1/8 de finale  | 1/2 finale      | 3             | 2      | 0    | 1      | 4         | 3           | +1         |
| Total             | -              | -               | 54            | 19     | 13   | 22     | 54        | 55          | -1         |

|                | 1re - 15e | 16e - 30e | 31e - 45e | Temps additionnel | 46e - 60e | 61e - 75e | 76e - 90e | Temps additionnel | Prolongations | Total |
| -------------- | --------- | --------- | --------- | ----------------- | --------- | --------- | --------- | ----------------- | ------------- | ----- |
| Buts marqués   | 9         | 6         | 8         | 0                 | 13        | 7         | 7         | 4                 | 0             | 54    |
| Buts encaissés | 4         | 7         | 11        | 0                 | 10        | 14        | 6         | 3                 | 0             | 55    |

#### Statistiques buteurs
| Place | Nom                 | Ligue 1 | Ligue Europa | Coupe de France | Coupe de la Ligue | TOTAL des BUTS |
| 1     | François Kamano     | 10 buts | 3 buts       | -               | -                 | 13             |
| 2     | Jimmy Briand        | 7 buts  | 3 buts       | -               | 1 but             | 11             |
| 3     | Samuel Kalu         | 3 buts  | -            | -               | 1 but             | 4              |
| 3     | Nicolas de Préville | 3 buts  | 1 but        | -               | -                 | 4              |
| 3     | Younousse Sankharé  | 1 but   | 2 buts       | -               | 1 but             | 4              |
| 6     | Yann Karamoh        | 3 buts  | -            | -               | -                 | 3              |
| 6     | Andreas Cornelius   | 3 buts  | -            | -               | -                 | 3              |
| 6     | Toma Bašić          | 2 buts  | -            | -               | 1 but             | 3              |
| 9     | Gaëtan Laborde      | -       | 2 buts       | -               | -                 | 2              |
| 9     | Jules Koundé        | -       | 2 buts       | -               | -                 | 2              |
| 11    | Pablo               | 1 but   | -            | -               | -                 | 1              |
| 11    | Josh Maja           | 1 but   | -            | -               | -                 | 1              |
| 11    | Zaydou Youssouf     | -       | 1 but        | -               | -                 | 1              |
| 11    | Aurélien Tchouaméni | -       | 1 but        | -               | -                 | 1              |
| 11    | Maxime Poundjé      | -       | 1 but        | -               | -                 | 1              |
| Total | 15 joueurs          | 34 buts | 16 buts      | -               | 4 buts            | 54             |

En rouge les joueurs n'évoluant plus au club.

#### Statistiques passeurs
| Place | Nom                 | Ligue 1   | Ligue Europa | Coupe de France | Coupe de la Ligue | TOTAL des PASSES |
| 1     | Younousse Sankharé  | 3 passes  | 2 passes     | -               | -                 | 5                |
| 2     | François Kamano     | 1 passe   | 2 passes     | -               | 1 passe           | 4                |
| 2     | Jimmy Briand        | 3 passes  | -            | -               | 1 passe           | 4                |
| 4     | Yann Karamoh        | 1 passe   | 2 passes     | -               | -                 | 3                |
| 4     | Sergi Palencia      | 3 passes  | -            | -               | -                 | 3                |
| 6     | Pablo               | 1 passe   | 1 passe      | -               | -                 | 2                |
| 6     | Andreas Cornelius   | 1 passe   | 1 passe      | -               | -                 | 2                |
| 6     | Lukas Lerager       | 1 passe   | 1 passe      | -               | -                 | 2                |
| 6     | Jaroslav Plasil     | -         | 1 passe      | -               | 1 passe           | 2                |
| 6     | Maxime Poundjé      | 2 passes  | -            | -               | -                 | 2                |
| 6     | Samuel Kalu         | 2 passes  | -            | -               | -                 | 2                |
| 6     | Nicolas de Préville | 2 passes  | -            | -               | -                 | 2                |
| 6     | Otávio              | 2 passes  | -            | -               | -                 | 2                |
| 6     | Youssouf Sabaly     | 1 passe   | 1 passe      | -               | -                 | 2                |
| 15    | Jules Koundé        | 1 passe   | -            | -               | -                 | 1                |
| Total | 15 joueurs          | 24 passes | 11 passes    | -               | 3 passes          | 38               |

En rouge les joueurs n'évoluant plus au club.

#### Statistiques cumulées
| Place | Nom                 | Buts    | Passes    | Total |
| 1     | François Kamano     | 13 buts | 4 passes  | 17    |
| 2     | Jimmy Briand        | 11 buts | 4 passes  | 15    |
| 3     | Younousse Sankharé  | 4 buts  | 5 passes  | 9     |
| 4     | Yann Karamoh        | 3 buts  | 3 passes  | 6     |
| 4     | Samuel Kalu         | 4 buts  | 2 passes  | 6     |
| 4     | Nicolas de Préville | 4 buts  | 2 passes  | 6     |
| 7     | Andreas Cornelius   | 3 buts  | 2 passes  | 5     |
| 8     | Jules Koundé        | 2 buts  | 1 passe   | 3     |
| 8     | Pablo               | 1 but   | 2 passes  | 3     |
| 8     | Toma Bašić          | 3 buts  | -         | 3     |
| 8     | Maxime Poundjé      | 1 but   | 2 passes  | 3     |
| 8     | Sergi Palencia      | -       | 3 passes  | 3     |
| 13    | Gaëtan Laborde      | 2 buts  | -         | 2     |
| 13    | Lukas Lerager       | -       | 2 passes  | 2     |
| 13    | Jaroslav Plasil     | -       | 2 passes  | 2     |
| 13    | Otávio              | -       | 2 passes  | 2     |
| 13    | Youssouf Sabaly     | -       | 2 passes  | 2     |
| 18    | Zaydou Youssouf     | 1 but   | -         | 1     |
| 18    | Aurélien Tchouaméni | 1 but   | -         | 1     |
| 18    | Josh Maja           | 1 but   | -         | 1     |
| Total | 20 joueurs          | 54 buts | 38 passes | 92    |

En rouge les joueurs n'évoluant plus au club.

#### Coefficient UEFA
Ce classement permet de déterminer les têtes de séries dans les compétitions européennes, plus les clubs gagnent des matches dans ces compétitions, plus leur coefficient sera élevé sera mis à jour chaque 1er de mois.
Coefficient UEFA des Girondins de Bordeaux :
|       | juillet | août  | sept.  | oct.   | nov.   | déc.   | janv.  | févr.  | mars   | avr.   | mai    | juin |
| coef. | 7.000   | 7.000 | 10.399 | 10.399 | 10,533 | 11,433 | 11,433 | 11,499 | 11,566 | 11,699 | 11,699 | -    |
| place | 115e    | 115e  | 113e   | 113e   | 112e   | 113e   | 113e   | 114e   | 112e   | 112e   | 112e   | -    |

## Joueurs en sélection nationale

### Sélections étrangères
| Nom                 | Ligue des Nations 2018-2019 | Ligue des Nations 2018-2019 | Ligue des Nations 2018-2019 | Ligue des Nations 2018-2019 | Éliminatoires CAN 2019 | Éliminatoires CAN 2019 | Éliminatoires CAN 2019 | Éliminatoires CAN 2019 | Éliminatoires Euro U21 2019 | Éliminatoires Euro U21 2019 | Éliminatoires Euro U21 2019 | Éliminatoires Euro U21 2019 | Éliminatoires Euro U19 2019 | Éliminatoires Euro U19 2019 | Éliminatoires Euro U19 2019 | Éliminatoires Euro U19 2019 | Matchs amicaux | Matchs amicaux | Matchs amicaux | Matchs amicaux | Total | Total       | Total  | Total        |
| Nom                 | MJ                          | But inscrit                 | Averti                      | Carton rouge                | MJ                     | But inscrit            | Averti                 | Carton rouge           | MJ                          | But inscrit                 | Averti                      | Carton rouge                | MJ                          | But inscrit                 | Averti                      | Carton rouge                | MJ             | But inscrit    | Averti         | Carton rouge   | MJ    | But inscrit | Averti | Carton rouge |
| Pablo               | -                           | -                           | -                           | -                           | -                      | -                      | -                      | -                      | -                           | -                           | -                           | -                           | -                           | -                           | -                           | -                           | 2              | 0              | 0              | 0              | 2     | 0           | 0      | 0            |
| Lukas Lerager       | 2                           | 0                           | 0                           | 0                           | -                      | -                      | -                      | -                      | -                           | -                           | -                           | -                           | -                           | -                           | -                           | -                           | 1              | 1              | 0              | 0              | 3     | 1           | 0      | 0            |
| Andreas Cornelius   | 3                           | 0                           | 0                           | 0                           | -                      | -                      | -                      | -                      | -                           | -                           | -                           | -                           | -                           | -                           | -                           | -                           | -              | -              | -              | -              | 3     | 0           | 0      | 0            |
| François Kamano     | -                           | -                           | -                           | -                           | 5                      | 1                      | 0                      | 0                      | -                           | -                           | -                           | -                           | -                           | -                           | -                           | -                           | -              | -              | -              | -              | 5     | 1           | 0      | 0            |
| Youssouf Sabaly     | -                           | -                           | -                           | -                           | 3                      | 0                      | 1                      | 0                      | -                           | -                           | -                           | -                           | -                           | -                           | -                           | -                           | -              | -              | -              | -              | 3     | 0           | 1      | 0            |
| Samuel Kalu         | -                           | -                           | -                           | -                           | 4                      | 1                      | 0                      | 0                      | -                           | -                           | -                           | -                           | -                           | -                           | -                           | -                           | 1              | 0              | 0              | 0              | 5     | 1           | 0      | 0            |
| Aurélien Tchouaméni | -                           | -                           | -                           | -                           | -                      | -                      | -                      | -                      | -                           | -                           | -                           | -                           | 3                           | 0                           | 1                           | 0                           | 4              | 0              | 0              | 0              | 7     | 0           | 1      | 0            |
| Yacine Adli         | -                           | -                           | -                           | -                           | -                      | -                      | -                      | -                      | -                           | -                           | -                           | -                           | 3                           | 1                           | 1                           | 0                           | -              | -              | -              | -              | 3     | 1           | 1      | 0            |
| Sergi Palencia      | -                           | -                           | -                           | -                           | -                      | -                      | -                      | -                      | 1                           | 0                           | 0                           | 0                           | -                           | -                           | -                           | -                           | 1              | 0              | 0              | 0              | 2     | 0           | 0      | 0            |
| Vukašin Jovanović   | -                           | -                           | -                           | -                           | -                      | -                      | -                      | -                      | 3                           | 0                           | 1                           | 0                           | -                           | -                           | -                           | -                           | 1              | 0              | 0              | 0              | 4     | 0           | 1      | 0            |
| Milan Gajić         | -                           | -                           | -                           | -                           | -                      | -                      | -                      | -                      | 4                           | 0                           | 0                           | 0                           | -                           | -                           | -                           | -                           | -              | -              | -              | -              | 4     | 0           | 0      | 0            |
| Toma Basic          | -                           | -                           | -                           | -                           | -                      | -                      | -                      | -                      | 1                           | 0                           | 0                           | 0                           | -                           | -                           | -                           | -                           | 1              | 0              | 0              | 0              | 2     | 0           | 0      | 0            |
| ------------------- | --------------------------- | --------------------------- | --------------------------- | --------------------------- | ---------------------- | ---------------------- | ---------------------- | ---------------------- | --------------------------- | --------------------------- | --------------------------- | --------------------------- | --------------------------- | --------------------------- | --------------------------- | --------------------------- | -------------- | -------------- | -------------- | -------------- | ----- | ----------- | ------ | ------------ |

## Affluence
Affluence des Girondins de Bordeaux à domicile cette saison

### Championnat des tribunes
| Date           | 12/08 | 26/08 | 16/09 | 26/09 | 07/10 | 28/10 | 11/11 | 02/12 | 05/12 | 23/12 | 20/01 | 02/02 | 16/02 | 03/03 | 16/03 | 06/04 | 28/04 | 04/05 | 18/05 |
| Adversaire     | RCS   | ASM   | NO    | LOSC  | FCN   | OGCN  | SMC   | PSG   | ASSE  | ASC   | DFCO  | EAG   | TFC   | MHSC  | SRFC  | OM    | OL    | SCO   | SdR   |
| Points         | 11/24 | 11/24 | 2/24  | 4/24  | 6/24  | 9/24  | 6/24  | 18/24 | 10/24 | 9/24  | 6/24  | 6/24  | 13/24 | 4/24  | 10/24 | 17/24 | 12/24 | -     | -     |
| Ambiance       | 4/6   | 6/6   | 0/6   | 4/6   | 4/6   | 3/6   | 2/6   | 6/6   | 4/6   | 4/6   | 2/6   | 2/6   | 6/6   | 1/6   | 4/6   | 6/6   | 4/6   | -     | -     |
| Fidélité       | 1/6   | 1/6   | 0/6   | 0/6   | 0/6   | 1/6   | 0/6   | 6/6   | 1/6   | 1/6   | 0/6   | 0/6   | 0/6   | 0/6   | 0/6   | 4/6   | 2/6   | -     | -     |
| Engagement     | 1/4   | 1/4   | 0/4   | 0/4   | 2/4   | 0/4   | 0/4   | 1/4   | 1/4   | 0/4   | 0/4   | 0/4   | 1/4   | 0/4   | 1/4   | 1/4   | 1/4   | -     | -     |
| Animation Club | 5/8   | 3/8   | 2/8   | 0/8   | 0/8   | 5/8   | 4/8   | 5/8   | 4/8   | 4/8   | 4/8   | 4/8   | 6/8   | 3/8   | 5/8   | 6/8   | 5/8   | -     | -     |
| Classement     | 14e   | 5e    | 16e   | 19e   | 19e   | 16e   | 16e   | 13e   | 13e   | 15e   | 15e   | 15e   | 15e   | 15e   | 15e   | 14e   | 13e   | -     | -     |

### Championnat des pelouses
| Date       | 12/08 | 26/08 | 16/09 | 26/09 | 07/10 | 28/10 | 11/11 | 02/12 | 05/12 | 23/12 | 20/01 | 02/02 | 16/02 | 03/03 | 16/03 | 06/04 | 28/04 | 04/05 | 18/05 |
| Adversaire | RCS   | ASM   | NO    | LOSC  | FCN   | OGCN  | SMC   | PSG   | ASSE  | ASC   | DFCO  | EAG   | TFC   | MHSC  | SRFC  | OM    | OL    | SCO   | SdR   |
| Note       | 17.5  | 14.0  | 16.9  | 17.0  | 16.8  | 16.4  | 13.4  | 14.1  | 13.7  | 13.5  | 13.5  | 15.1  | 15.3  | 12.5  | 14.7  | 14.7  | 16.8  | 15.6  | -     |
| Classement | 2e    | 7e    | 7e    | 7e    | 8e    | 8e    | 11e   | 11e   | 12e   | 16e   | 16e   | 16e   | 15e   | 15e   | 15e   | 17e   | 17e   | 17e   | -     |

### Plus grosses affluences
| Rang | Match                                          | Journée                 | Date       | Affluence |
| 1    | Girondins de Bordeaux - Paris SG               | Ligue 1 - 15e journée   | 02/12/2018 | 40 842    |
| 2    | Girondins de Bordeaux - La Gantoise            | Ligue Europa - Barrages | 30/08/2018 | 35 039    |
| 3    | Girondins de Bordeaux - Olympique de Marseille | Ligue 1 - 31e journée   | 05/04/2019 | 34 152    |
| 4    | Girondins de Bordeaux - Olympique lyonnais     | Ligue 1 - 34e journée   | 26/04/2019 | 27 455    |
| 5    | Girondins de Bordeaux - AS Saint-Étienne       | Ligue 1 - 16e journée   | 05/12/2018 | 23 375    |

### Plus faibles affluences
| Rang | Match                                    | Journée                                 | Date       | Affluence |
| 1    | Girondins de Bordeaux - SK Slavia Prague | Ligue Europa - 5e journée               | 29/11/2018 | 6 311     |
| 2    | Girondins de Bordeaux - Le Havre AC      | Coupe de la Ligue BKT - Quart de finale | 09/01/2019 | 7 600     |
| 3    | Girondins de Bordeaux - Le Havre AC      | Coupe de France - 32e de finale         | 06/01/2019 | 8 797     |

## Équipementier et sponsors
Les Girondins de Bordeaux ont pour équipementier Puma jusqu'en 2020. Ils bénéficient aussi de nombreux sponsors : le groupe SWEETCOM, le site web Winamax, la société de fabrication de portail Wisnowski, le restaurant thaïlandais Pitaya, ou encore l'enseigne de sport Intersport. Le club comprend aussi de nombreux partenaires comme le journal Sud Ouest et l'opérateur téléphonique Orange.